# Lycoris (roślina)
Lycoris – rodzaj roślin z rodziny amarylkowatych. Obejmuje w zależności od ujęcia 11 do około 30 gatunków, przy czym część stanowią niepłodne triploidy. Rośliny te występują w Japonii, wschodnich Chinach, na południu sięgając po Mjanmę. Rosną w zaroślach, na stokach wzgórz i na obrzeżach pól ryżowych. Rośliny te wyróżniają się wąskimi listkami okwiatu i kwitnieniem w pełni lata lub jesienią. Rzadko są uprawiane jako ozdobne.

## Morfologia

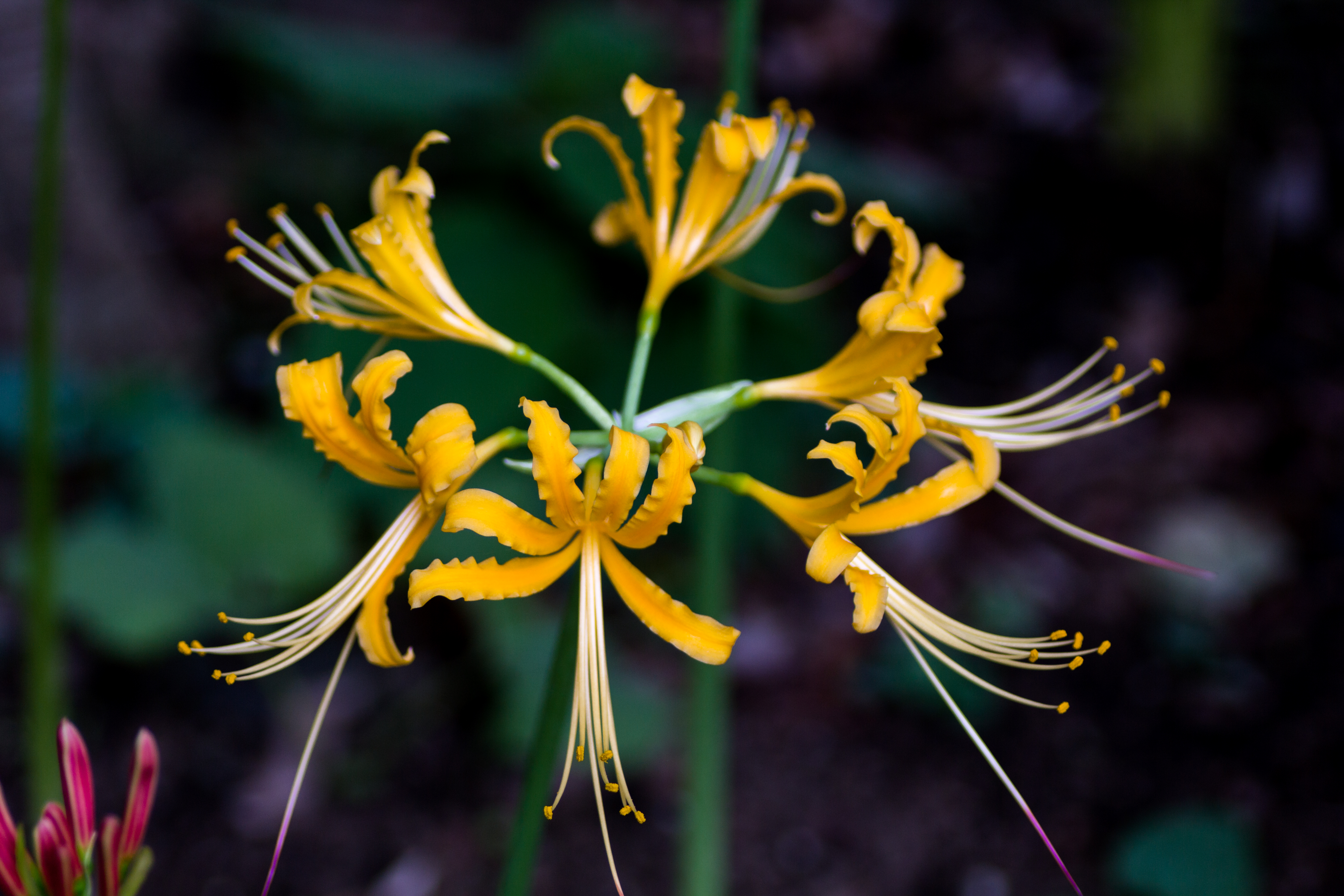
Lycoris aurea

PokrójByliny, których tęgi pęd kwiatonośny osiąga do 70 cm wysokości i wyrasta z bulwy.
LiściePłaskie, równowąskie, zawsze tylko odziomkowe, o długości do 60 cm.
KwiatyZebrane w baldachy, zwykle pachnące. Okwiat w kolorze czerwonym, różowym lub żółtym składa się z 6 wąskich listków w dole zrośniętych, w górze wywiniętych, pokrytych drobnymi łuskami. Pręcików jest 6, często o wygiętych nitkach dłuższych od okółka. Zalążnia dolna powstaje z trzech owocolistków, zwieńczona jest pojedynczą prostą lub wygiętą szyjką słupka.
OwoceTorebki z czarnobrązowymi nasionami.

## Systematyka
Pozycja systematyczna
Rodzaj z plemienia Lycorideae z podrodziny amarylkowych Amaryllidoideae z rodziny amarylkowatych Amaryllidaceae. W przeszłości w różnych systemach klasyfikowany był w szeroko ujmowanej rodzinie liliowatych.
Wykaz gatunków
- Lycoris albiflora Koidz.
- Lycoris anhuiensis Y.Xu & G.J.Fan
- Lycoris argentea Worsley
- Lycoris aurea (L'Hér.) Herb.
- Lycoris caldwellii Traub
- Lycoris × chejuensis K.H.Tae & S.C.Ko
- Lycoris chinensis Traub
- Lycoris flavescens M.Kim & S.Lee
- Lycoris guangxiensis Y.Xu & G.J.Fan
- Lycoris haywardii Traub
- Lycoris houdyshelii Traub
- Lycoris incarnata Comes ex Sprenger
- Lycoris josephinae Traub
- Lycoris koreana Nakai
- Lycoris longituba Y.C.Hsu & G.J.Fan
- Lycoris radiata (L'Hér.) Herb.
- Lycoris rosea Traub & Moldenke
- Lycoris sanguinea Maxim.
- Lycoris shaanxiensis Y.Xu & Z.B.Hu
- Lycoris sprengeri Comes ex Baker
- Lycoris squamigera Maxim.
- Lycoris straminea Lindl.
- Lycoris uydoensis M.Kim